# SU-76
SU-76 (Samokhodnaya Ustanovka 76, în traducere: afetul autopropulsat) a fost un autotun fabricat și utilizat pe scară largă de Uniunea Sovietică în timpul celui de-al Doilea Război Mondial. Bazat pe șasiul modificat al tancului ușor T-70, SU-76 a fost fabricat în număr mare, fiind cel mai numeros vehicul blindat sovietic utilizat în război după tancul mediu T-34. 

## Proiectare

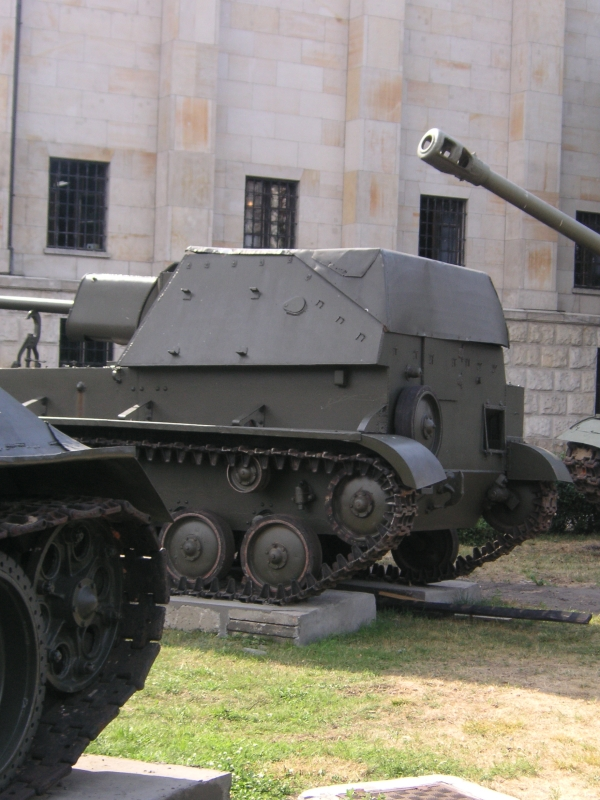
SU-76 acoperit cu o prelată la Muzeul Armatei Poloneze din Varșovia

Din cauza pierderilor materiale și umane din 1941, Armata Roșie avea nevoie urgentă de un vehicul blindat care să sprijine infanteria. Acesta trebuia să fie simplu și ieftin de construit, însă eficient pe câmpul de luptă. Echipa de ingineri de la Fabrica Nr. 38 din Kirov a fost însărcinată cu dezvoltarea tunului autopropulsat la începutul anului 1942. Din cauza timpului scurt alocat proiectării și a nevoilor urgente de pe front, noul vehicul trebuia să folosească un șasiu aflat deja în producție. Inginerii sovietici au fost nevoiți să folosească șasiul tancurilor ușoare ale armatei pentru prototipuri.
Primul prototip, OSU-76 (Opytnaya Samokhodnaya Ustanovka - afetul autopropulsat experimental), folosea șasiul tancului ușor T-60 și tunul ZiS-3 de calibru 76,2 mm. În urma testelor, prototipul nu s-a dovedit a fi o soluție viabilă, fiind instabil din cauza șasiului mult prea mic. În primăvara anului 1942, echipa condusă de generalul Grabin de la Fabrica Nr. 92 din Gorki, în cooperare cu echipa din Kirov, a dezvoltat un prototip bazat pe un șasiu extins al tancului ușor T-70. Noul șasiu avea un galet suplimentar pentru fiecare șenilă. O suprastructură complet închisă proteja echipajul și tunul. Prototipul, denumit SU-12, a fost testat cu succes în vara anului 1942. Producția a început în luna decembrie a anului 1942, autotunul fiind denumit oficial SU-76.
Primele autotunuri SU-76 foloseau două motoare GAZ 202, câte unul pentru fiecare șenilă, pentru a propulsa vehiculul. Deși această soluție a fost implementată inițial și la tancurile T-70, ulterior motoarele au fost montate în linie, din cauza problemelor legate de fiabilitate. SU-76 a trebuit să fie reproiectat în primăvara anului 1943 din cauza acestei erori tehnice. Prima serie de vehicule a fost retrasă din uz când noua variantă cu două motoare GAZ 203 în linie, denumită oficial SU-76M, a fost adoptată. Aceasta avea o suprastructură deschisă, spre deosebire de prima serie. La nevoie, în caz de vreme rea, suprastructura putea fi acoperită cu o prelată gudronată.   
SU-76 avea un blindaj ușor. Suprastructura avea o grosime de 10 mm, iar în rest blindajul varia între 7 mm și 35 mm. Varianta SU-76M beneficia și de o mitralieră Degtyaryov de calibru 7,62 mm.

## Producție
GAZ a fost principalul producător al tunului autopropulsat SU-76. Alți producători au fost Fabrica Nr. 38 din Kirov și Fabrica Nr. 40 din Mîtișci. La sfârșitul războiului, producția în masă a fost oprită.
| Producător              | 1942 | 1943 | 1944 | 1945 | Total | După război |
| ----------------------- | ---- | ---- | ---- | ---- | ----- | ----------- |
| Fabrica nr. 38 (SU-76)  | 25   | 535  | -    | -    | 560   | -           |
| Fabrica nr. 38 (SU-76M) | -    | 562  | 1103 | -    | 1665  | *           |
| Fabrica GAZ (SU-76M)    | -    | 601  | 4708 | 2214 | 7523  | *           |
| Fabrica nr. 40 (SU-76M) | -    | 210  | 1344 | 752  | 2306  | *           |
| Total                   | 25   | 1908 | 7155 | 2966 | 12054 | 5204        |

## Variante
OSU-76Prototip experimental, bazat pe șasiul tancului T-60.
SU-76Model bazat pe șasiul tancului T-70, cu două motoare. Doar câteva au fost construite și au fost retrase rapid din uz din cauza problemelor tehnice.
SU-76MVarianta fabricată în masă.
SU-76BPrototipuri acoperite complet de blindaj.
ZSU-37Tun antiaerian autopropulsat, bazat pe șasiul folosit de SU-76M.
Autotunul SU-76i era complet diferit de SU-76. Acest vehicul avea la bază șasiul tancurilor capturate Panzer III sau StuG III, fiind înarmat cu un tun ZiS-5 76,2 mm montat într-o suprastructură nouă, de tip cazemată. Aproximativ 1200 de autotunuri SU-76i au fost transformate la Fabrica Nr. 38.

## Utilizare în luptă

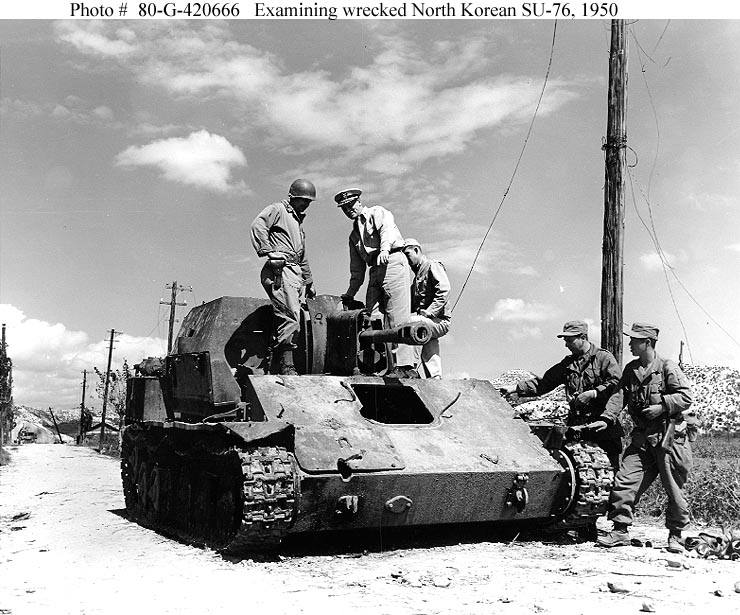
Un autotun SU-76 distrus examinat de soldații americani în Coreea (1950)

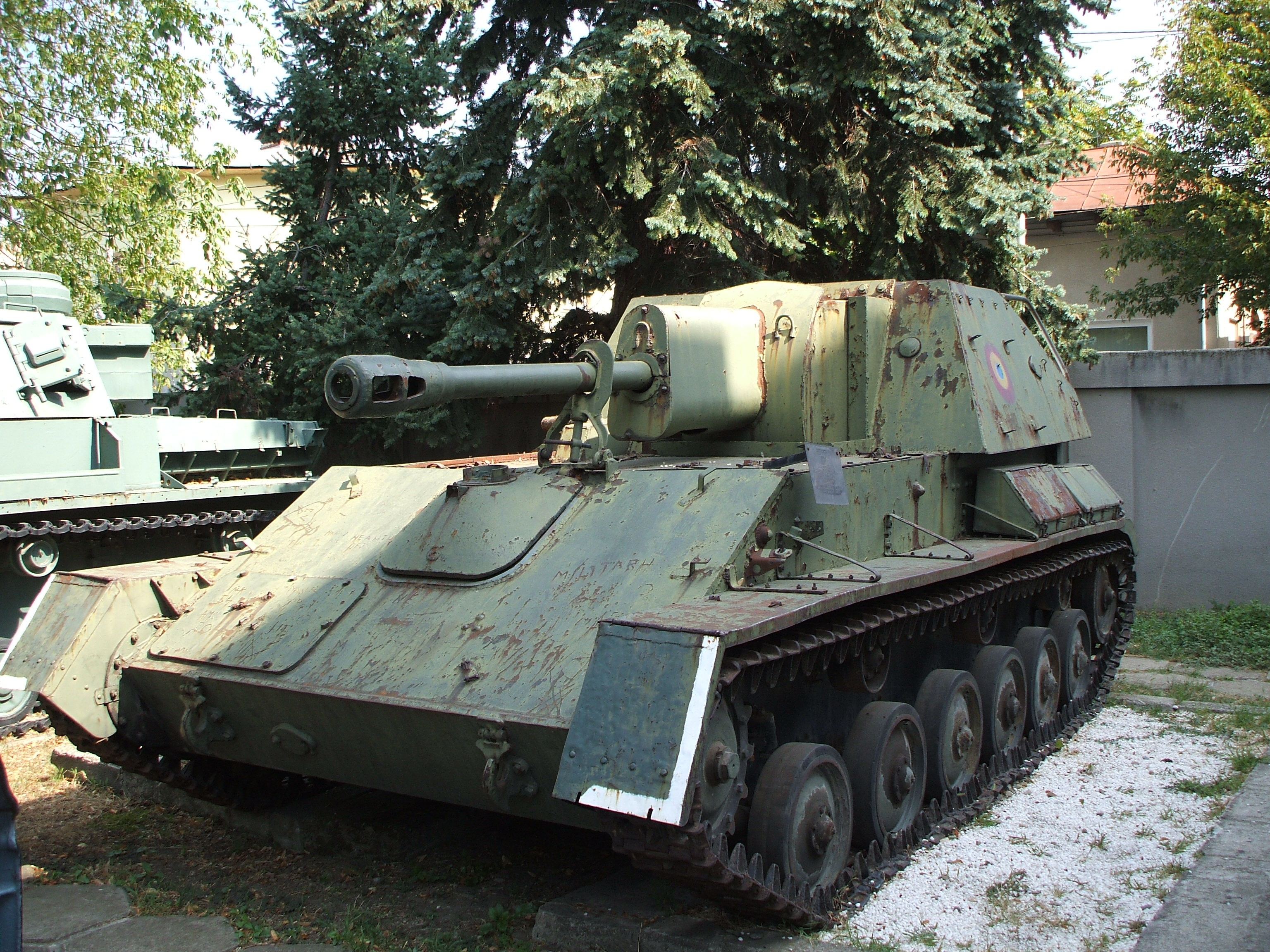
SU-76 expus la Muzeul Militar Național "Regele Ferdinand" din București

SU-76 a fost proiectat pentru a fi folosit ca vânător de tancuri, ca un tun de asalt ușor și ca artilerie autopropulsată. Totuși, tunul ZiS-3 de 76,2 mm era deja depășit când SU-76 a ajuns pe front. Tunul nu putea perfora blindajul frontal al tancurilor medii germane. În cazul confruntărilor cu tancurile grele, echipajele erau instruite să țintească șenilele sau țeava tunului. SU-76 putea fi folosit la nevoie și ca artilerie autopropulsată, având un câmp de tragere vertical care îi permitea o bătaie maximă de aproape 13 kilometri. Proiectilul exploziv nu era însă suficient de performant pentru acest rol, deși autotunul avea cea mai mare bătaie dintre toate tunurile de asalt sovietice.
SU-76 a înlocuit tancurile de sprijin ale infanteriei. Ca tun de asalt ușor, vehiculul era foarte apreciat de infanteria sovietică, fiind mult mai bine înarmat decât tancurile ușoare ale Armatei Roșii, deși folosea un șasiu similar. Fiindcă suprastructura era deschisă, echipajul comunica rapid și eficient cu soldații. Principalul dezavantaj al suprastructurii deschise era vulnerabilitatea echipajului în cazul grenadelor, gloanțelor și schijelor. Blindajul era foarte subțire, iar vehiculul nu era foarte confortabil de condus (mecanicul conductor stătea practic lângă motoare, nefiind separat de acestea) sau de manevrat (echipajul era expus intemperiilor). SU-76 era poreclit Suka (cățeaua) sau Golozhopiy Ferdinand (Ferdinand în fundul gol) de către echipaje din cauza acestor neajunsuri.

### Operatori
În timpul celui de-al Doilea Război Mondial, autotunul SU-76 a fost utilizat doar de către URSS, Polonia (Armata Poloneză din URSS) și Germania nazistă (vehicule capturate). Autotunul a mai fost folosit în Războiul din Coreea (de către trupele chineze și nord-coreene) și în Revoluția ungară din 1956. SU-76 a fost livrat către unele țări membre ale Pactului de la Varșovia.
- Albania
- Bulgaria
- China
- Polonia
- România
- Ungaria
- Uniunea Sovietică

### Utilizare în România
Autotunurile SU-76 au fost în dotarea Armatei Române între anii 1950 și 1998. În 1990, România avea 326 de tunuri autopropulsate SU-76, conform Institutului Internațional de Studii Strategice.